# Poiseux
Poiseux é uma comuna francesa na região administrativa de Borgonha-Franco-Condado, no departamento Nièvre. Estende-se por uma área de 30,2 km². Em 2010 a comuna tinha 335 habitantes (densidade: 11,1 hab./km²).